# Ioan Popa (compozitor)
Ioan Popa (n. 12 noiembrie 1926, Orăștie – d. 19 februarie 2008) a fost un profesor, dirijor și compozitor român.

## Biografie
Ioan Popa s-a născut în Orăștie, județul Hunedoara, în data de 12 noiembrie 1926. Provine dintr-o familie cu tradiție muzicală. A fost ucenicul profesorului de muzică Nicolae Prația, care i-a îndrumat cariera muzicală, insuflându-i tactul pedagogic, spiritul de corectitudine și exigență.
Școala primară, ciclul gimnazial și liceul le absolvă la Orăștie, iar  între 1946-1950 urmează cursurile Conservatorului „Gheorghe Dima” din Cluj-Napoca.

## Activitate profesională și pedagogică
Profesor la Conservatorul din Cluj-Napoca între anii 1950-1951; între anul 1951-1955 profesor la Școala Medie Agricolă din Orăștie și dirijor al corului și al orchestrei simfonice al Casei de Cultură.
În 1955 este transferat ca profesor de muzică la Școala Medie Mixtă ,,Aurel Vlaicu”. Aici organizează cabinetul de muzică, și formează între anii 1955-1961 trei coruri pentru fiecare ciclu școlar, un cor mixt pe patru voci pentru liceu, un cor pe trei voci egale pentru gimnaziu și un cor pe două voci egale pentru clasele primare.
De asemenea, Ioan Popa a inițiat un cerc muzical instrumental prin care va pune bazele unei orchestre școlare, cu care va debuta în data de 1 decembrie 1958.
În anul 1956 este delegat la București în calitate de lector la cursul de muzică pentru învățătorii care predau muzică claselor V-VIII. În același an a ținut respectivul curs învățătorilor din județ care predau la clasele V-VIII la Deva. Ca activitate extrașcolară a fost delegat și a organizat cursurile de dirijat coral, ținute în cadrul secției externe a Școlii Populare de Artă din Petroșani între anii 1959-1961.
La 1 octombrie 1962 este numit în postul de lector și șef de catedră la Institutul Pedagogic de 3 ani din Cluj-Napoca, Facultatea de Muzică, unde funcționează până la 1 decembrie 1963.
Din 1963 și până în 1965, profesor de muzică la Liceului Teoretic din Cugir. Între 1965-1967 este numit secretar al Comitetul raional pentru cultură și artă din Orăștie; între 1967-1978 profesor de muzică la liceul „Aurel Vlaicu” din Orăștie.
În 1979, , este transferat ca profesor de muzică la Școala Generală nr.1 (actual „Dr. Aurel Vlad”) unde funcționează până la pensionarea sa în 1987.
La o perioadă scurtă după numirea sa ca profesor la Școala Medie Agricolă, pentru a-și completa catedra, profesorul Ioan Popa a preluat orele de sport. Va ajunge în Divizia A, cu echipa de volei a școlii. În luna iunie a anului 1955, ziaristul Tudor Vornicu i-a luat un interviu tânărului Ioan Popa, în „Sportul popular”, anul XI, nr. 2639 din 22 iunie 1955.

## Activitate muzicală
În anul 1953 și 1954 organizează și conduce partea muzicală a operetelor ,,La Șezătoare” de Tiberiu Brediceanu și „Crai Nou” de Ciprian Porumbescu pe care le susține prima dată în Orăștie iar apoi județele învecinate. În anul 1957 pregătește din nou opereta „Crai Nou” de Ciprian Porumbescu, iar în 1960-1961 pe lângă aceasta opereta „Ana Lugojana” de Filaret Barbu, acordându-i-se premiul II la nivel național premiul I nefiind acordat.
În perioada 1951-1961 a condus Corul și orchestra Casei de cultură din Orăștie, 1963-1965 Corul Sindicatelor din Cugir, 1965-1987 Corul Casei de Cultură din Orăștie. În 1976-1977 va dirija corul Căminului Cultural din Romos. În anii 1988-1989 va forma un cor al Uzinei Mecanice Orăștie. În paralel cu aceste coruri va conduce coruri și orchestre școlare la toate instituțiile de învățământ la care a predat.
Din 1987 până în 1998 preia corul „Armonia” al parohiei ortodoxe Orăștie II, pe care îl va conduce cu multă măiestrie. Va organiza multe concerte cu corul „Armonia”, inclusiv un concert internațional la Orăștie în 1991.
Dintre toate corurile pe care le-a condus, Corul Casei de Cultură va fi formația muzicală cu care va obține cele mai înalte distincții și premii.
În anul 1990 va iniția la Orăștie Festivalul interjudețean de muzică sacră „Cu noi este Dumnezeu”, primul festival de acest gen după 1989.

## Distincții și recunoaștere profesională
I se vor acorda patru Medalii prin decret de stat 1952, 1954, 1962, 1964; Distincția ,,Meritul Sportiv” în 1955, titlul de „Profesor fruntaș” în 1959 și ordinul „Meritul Cultural” clasa a IV-a în 6 iunie 1968.
Primește în anul 1999 titlul de „Cetățean de onoare” al municipiului Orăștie, iar în 2004 ,,Carta de recunoștință” din partea Primăriei, a Consiliului Local, al Protopopiatului Orăștie și al parohiei Ortodoxe Orăștie II, pentru toate activitățile depuse în slujba Orăștiei și pentru inițierea Festivalului Cu noi este Dumnezeu.
În anul 2005 este distins cu medalia „Pro Orăștie”.
A colaborat cu prestigioși muzicieni precum: Filaret Barbu, Nicolae Kirculescu,  D. D. Botez, I. D. Chirescu, Marius Cuteanu, Dumitru Jompan etc.

## Creația muzicală
Aproximativ 35 de compoziții, pentru cor, dintre care:
1. Imnul Municipiului Orăștie (versuri: Valeriu Bora)
2. Cântec lui Aurel Vlaicu (versuri: Valeriu bora)
3. Școlarii (versuri: Valeriu Bora)
4. Noi, Corul de la Orăștie (versuri: Valeriu Bora)
5. Visarea noastră (versuri: Banu Rădulescu)
6. Burebista (versuri: Ioan Popa Stănilești)
7. Decebal (versuri: Ioan Popa Stănilești)
8. Hora Daciei ( versuri: Ioan Apostol)
9. O, mamă (versuri: Mihai Eminescu)
10. Plai de legendă (versuri: Valeria Ivașcu)
11. Cântec de dragoste (versuri: Victor Iacob)
12. Triptic Pascal
13. Hristos a înviat
14. Tatăl nostru
15. Ectenie întreită etc.

Prelucrări folclorice; Zece suite corale (fiecare suită conține patru piese corale):
1. Ia mai zi măi din vioară
2. Mândruliță, mândra mea
3. Trageți hora măi flăcăi!
4. Bădiță cu casa-n colț
5. Romana de pe Mureș
6. Măi bădiță de la miei (Sibiu)
7. Trandafir crenguță verde (Balșa)
8. Frunză verde de mohor (Geoagiu)
9. Colea-n vale-n poieniță (Romos)
10. Nu știu bade

Alte prelucrări folclorice: „Lele de la Orăștie”, „Pe din jos de Orăștie”, „Căciula” etc.
Prelucrări religioase (aproximativ 30) dintre care: „Priceasna slăbănogului”, „Dragostea”, „O, Măicuță Sfântă”, „Spre Emaus”, „Din mormântu-ntunecat”, „Ridicat-am ochii mei la ceruri”, „Nădejdea mea”, „Troparul Bobotezei”, „Troparul Crucii”, diferite ectenii și răspunsuri la slujba Cununiei și a Înmormântării.
A armonizat o colecție de peste 60 de colinde și cântece de stea.